# Eddy Bosnar
Eddy Bosnar (sinh ngày 29 tháng 4 năm 1980) là một cầu thủ bóng đá người Úc.

## Sự nghiệp câu lạc bộ
Eddy Bosnar đã từng chơi cho JEF United Chiba và Shimizu S-Pulse.